# Скуби-Ду
Скуби Ду (енгл. Scooby-Doo) америчка је анимирана цртана франшиза, која садржи неколико анимираних цртаних серија, продуцираних од 1969. године до сада. Оригинална серија Где си ти Скуби Ду, је направљена од стране продукцијске куће Хана Барбера и писаца Џоа Руби и Кена Спирс, 1969. године. Овај суботњи јутарњи цртани говорио је причу о четири тинејџера, Фреду Џонс, Дафне Блејк, Велми Динкли, Норвелу "Шеги" Роџерс и њиховом причајућем псу, немачкој доги Скубију Ду, који решавају натприродне мистерије које прати низ будалаштина и погрешних корака.
Након успеха оригиналне серије, Хана Барбера и студио за анимацију Браће Ворнер су продуцирали низ спиноф цртаних серија, телевизијске филмове и више биоскопских филмова. Неколико цртаних серија има другачију натприродну тему, укључујући и нове ликове, као што су Скубијеви рођаци Скуби Дам и Скрепи Ду као додатак или уместо неких оригиналних ликова.
Скуби Ду је оригинално приказиван на каналу ЦБС од 1969 до 1975, када је премештен на канал АБЦ. АБЦ је приказивао серију док није била угашена 1986. године, када је почело емитовање спинофа у коме су главни ликови приказани као деца. Спиноф се звао Куче названо Скуби Ду и емитован је од 1988. до 1991. године. Нова серија Скуби Ду је емитована на дечијем блоку на каналу ВБ, као и на наследнику канала, ЦВ, од 2002. до 2008. године. Нова цртана серија Скуби-Ду! Друштво за демистеризацију емитована је каналу Картун нетворк од 2010. до 2013. године, и касније се серија Само храбро, Скуби-Ду! емитовала на каналу Картун нетворк. Репризе неколико серија су емитоване на каналима Бумеранг и Картун нетворк широм света.
Године 2013, веб портал ТВ Гајд је прогласио Скуби Дуа за пети најбољи цртани филм свих времена.

## Ликови
- Скуби Ду је немачка дога смеђе боје. По леђима и са стране тела има црне тачке и носи плаву огрлицу са иницијалима СД. Веома је плашљив и на најмањи знак опасности бежи главом без обзира, али зато има одличан апетит, а омиљена храна му је Скуби кекс. Када му га понуде спреман је да заборави на страх и крене у опасност.
- Норвел "Шеги" Роџерс је високи, вижљасти пубертетлија, чупаве косе (његов надимак значи „кудрав") и увек у зеленој мајици с кратким рукавима. У неким од серијала су јунаци били само он и Скуби Ду али је касније је додато и још ликова.
- Фред Џонс је плавокоси момак који је вођа екипе у већини серијала.
- Дафне Блејк је риђокоса лепотица којој често оспоравају интелигенцију и сматрају да све гледа на помодан начин, мада Дафне често доказује да није тако.
- Велма Динкли је најпромућурнија чланица дружине. Она је углавном задужена за решавање замршених мистерија на које наиђу а које захтевају мозгање.

## Прича
Ових пет ликова, који своју дружину зову Друштво за демистеризацију., возе се по САД (понекад и у иностранству) у шареном комбију по имену "Мистериозна машина" у потрази за мистеријама које би решили. Те мистерије се најчешће заснивају на томе да се неки негативац преруши у духа, вампира, зомбија или неко друго натприродно створење и терорише људе које жели да отера да би дошао до неке користи. Нема свака епизода овакву радњу, али већина се заснива на њој или њеним варијацијама. Епизоде, то јест мистерије, углавном се завршавају тиме што негативац буде ухваћен, дружина би му пришла, а онда би му скинули маску и схватили да је то неко од ликова кога су током епизоде срели. Чест коментар кога негативци изговарају пошто буду ухваћени је "And I would've gotten away with this, too, if there wasn't for those meddling kids!" ("Успео бих да се извучем да није било те деце забадала!")

## Цртане серије
- Скуби-Ду, где си! (1969—1978)
- Нови Скуби-Ду филмови (1971—1973)
- Скуби-Ду шоу (1976—1978)
- Скуби-Ду и Скрепи-Ду (1980—1982)
- Нови Скуби-Ду и Скрепи-Ду шоу (1983—1984)
- 13 духова Скуби-Дуа (1985)
- Куче названо Скуби-Ду (1988—1991)
- Шта има ново, Скуби-Ду? (2002—2006)
- Шеги и Скуби-Ду лудују (2006—2008)
- Скуби-Ду! Друштво за демистеризацију (2010—2013)
- Само храбро, Скуби-Ду! (2015—2018)
- Скуби-Ду је то и погоди још ко (2019—2021)
- Велма (2023)

### Анимирани ТВ филмови
| Филм                                   | Српски назив                  | Година | Режисер                        |
| -------------------------------------- | ----------------------------- | ------ | ------------------------------ |
| Scooby-Doo Meets the Boo Brothers      | Скуби Ду и Браћа Бу           | 1987   | Пол Сомер, Карл Урбано         |
| Scooby-Doo and the Ghoul School        |                               | 1988   | Чарлс А. Николс, Реј Патерсон  |
| Scooby-Doo! and the Reluctant Werewolf | Скуби Ду и мрзовољни вукодлак | 1988   | Реј Патерсон                   |
| Scooby-Doo! in Arabian Nights          | Скуби Ду у 1001 ноћи          | 1994   | Џун Фалкенштеин, Џоана Ромерса |

### Анимирани VHS/DVD филмови
| Филм                                                               | Српски назив                         | Година | Режисер                                  |
| ------------------------------------------------------------------ | ------------------------------------ | ------ | ---------------------------------------- |
| Scooby-Doo on Zombie Island                                        | Скуби Ду на острву зомбија           | 1998   | Џим Стенструм                            |
| Scooby-Doo! and the Witch's Ghost                                  | Скуби Ду и вештичин дух              | 1999   | Џим Стенструм                            |
| Scooby-Doo and the Alien Invaders                                  | Скуби Ду и посетиоци из свемира      | 2000   | Џим Стенструм                            |
| Scooby-Doo and the Cyber Chase                                     | Скуби Ду и сајбер трка               | 2001   | Џим Стенструм                            |
| Scooby-Doo! and the Legend of the Vampire                          | Скуби Ду и легенда о вампиру         | 2003   | Скот Џералдс                             |
| Scooby-Doo! and the Monster of Mexico                              | Скуби Ду и чудовиште из Мексика      | 2003   | Скот Џералдс                             |
| Scooby-Doo! and the Loch Ness Monster                              | Скуби Ду и чудовиште из Лох Неса     | 2004   | Скот Џералдс, Џо Сихта                   |
| Aloha, Scooby-Doo!                                                 | Алоха, Скуби-Ду!                     | 2005   | Тим Малтби                               |
| Scooby-Doo! in Where's My Mummy?                                   | Скуби Ду! Где је моја мумија ?       | 2005   | Џо Сихта                                 |
| Scooby-Doo! Pirates Ahoy!                                          |                                      | 2006   | Chuck Sheetz                             |
| Chill Out, Scooby-Doo!                                             |                                      | 2007   | Џо Сихта                                 |
| Scooby-Doo and the Goblin King                                     | Скуби Ду и краљ гоблина              | 2008   | Џо Сихта                                 |
| Scooby-Doo! and the Samurai Sword                                  | Скуби Ду! и самурајски мач           | 2009   | Кристофер Беркли                         |
| Scooby-Doo! Abracadabra-Doo                                        | Скуби Ду! Абракадабра-Ду             | 2010   | Спајк Брандит, Тони Цервоне              |
| Scooby-Doo! Camp Scare                                             | Скуби Ду! Камп ужаса                 | 2010   | Итан Спалдинг                            |
| Scooby-Doo! Legend of the Phantosaur                               | Скуби Ду! Легенда о Фантосаурусу     | 2011   | Итан Спалдинг                            |
| Scooby-Doo! Music of the Vampire                                   | Скуби Ду! Музика вампира             | 2012   | Дејвид Блок                              |
| Big Top Scooby-Doo!                                                |                                      | 2012   | Бен Џонс                                 |
| Scooby-Doo! Mask of the Blue Falcon                                |                                      | 2013   | Мајкл Гогуен                             |
| Scooby-Doo! Adventures: The Mystery Map                            |                                      | 2013   | Џомак Ноф                                |
| Scooby-Doo! Stage Fright                                           |                                      | 2013   | Виктор Кук                               |
| Scooby-Doo! WrestleMania Mystery                                   |                                      | 2014   | Брендон Виети                            |
| Scooby-Doo! Frankencreepy                                          |                                      | 2014   | Пол МкЕвој                               |
| Scooby-Doo! Moon Monster Madness                                   |                                      | 2015   | Пол МкЕвој                               |
| Scooby-Doo! and Kiss: Rock and Roll Mystery                        |                                      | 2015   | Спајк Бренд, Тони Цервоне                |
| Lego Scooby-Doo! Haunted Hollywood                                 |                                      | 2016   | Рик Моралес                              |
| Scooby-Doo! and WWE: Curse of the Speed Demon                      |                                      | 2016   | Тим Дивар                                |
| Scooby-Doo! Shaggy's Showdown                                      |                                      | 2017   | Мет Питерс                               |
| Lego Scooby-Doo! Blowout Beach Bash                                |                                      | 2017   | Итан Спалдинг                            |
| Scooby-Doo! & Batman: The Brave and the Bold                       |                                      | 2018   | Џејк Касторена                           |
| Scooby-Doo! and the Gourmet Ghost                                  |                                      | 2018   | Дог Марфи                                |
| Scooby-Doo! and the Curse of the 13th Ghost                        |                                      | 2019   | Сесилија Арановић Хамилтон               |
| Scooby-Doo! Return to Zombie Island                                | Скуби Ду! Повратак на острву зомбија | 2019   | Сесилија Арановић Хамилтон,Итан Спалдинг |
| Scoob!                                                             | Скуби - Ду!                          | 2020   | Тони Цервоне                             |
| Happy Halloween, Scooby-Doo!                                       |                                      | 2020   | Максвел Атомс                            |
| Scooby-Doo The Sword and the Scoob                                 |                                      | 2021   | Максвел Атомс,Кристина Сота              |
| Straight Outta Nowhere: Scooby-Doo! Meets Courage the Cowardly Dog |                                      | 2021   | Сесилија Арановић                        |
| Trick or Treat, Scooby-Doo!                                        | Превари или почасти, Скуби-Ду!       | 2022   | Ауди Харисон                             |
| Scooby-Doo! and Krypto Too                                         |                                      | 2023   | Сесилија Арановић                        |
| Scoob!: Holiday Haunt                                              |                                      | 2023   | Бил Халер,Мајкл Курински                 |

### Кратки анимирани ТВ филмови (ТВ специјали)
| Филм                                 | Српски назив | Година | Режисер        |
| ------------------------------------ | ------------ | ------ | -------------- |
| Scooby Goes Hollywood                |              | 1979   | Реј Патерсон   |
| Scooby-Doo! Spooky Games             |              | 2012   | Курт Геда      |
| Scooby-Doo! Haunted Holidays         |              | 2012   | Виктор Кук     |
| Scooby-Doo! and the Spooky Scarecrow |              | 2013   | Michael Goguen |
| Scooby-Doo! Mecha Mutt Menace        |              | 2013   | Michael Goguen |
| Scooby-Doo! Ghastly Goals            |              | 2015   | Chris Wedge    |
| Scooby-Doo! and the Beach Beastie    |              | 2015   | Виктор Кук     |
| Lego Scooby-Doo! Knight Time Terror  |              | 2015   | Рик Моралес    |
| Scoobynatural                        |              | 2018   | Спајк Брандт   |

### Играни филмови
| Филм                                  | Српски назив               | Година | Режисер       |
| ------------------------------------- | -------------------------- | ------ | ------------- |
| Scooby-Doo                            | Скуби Ду                   | 2002   | Раја Госнел   |
| Scooby-Doo 2: Monsters Unleashed      |                            | 2004   | Раја Госнел   |
| Scooby-Doo! The Mystery Begins        | Скуби Ду! Мистерија почиње | 2009   | Брајан Левант |
| Scooby-Doo! Curse of the Lake Monster |                            | 2010   | Брајан Левант |
| Daphne & Velma                        | Дафни и Велма              | 2018   | Сузи Јонеси   |

## Српске синхронизације
У периоду од 2002. до 2004. године, синхронизоване су 3 серије (Где си ти Скуби Ду, Скуби Ду шоу, Скуби Ду и Скрепи Ду), један анимирани ТВ филм (Скуби Ду и мрзовољни вукодлак) и сви анимирани  филмови закључно са Скуби Ду и чудовиште из Лох Неса (изузев Скуби Ду и легенда о вампиру и Скуби Ду и чудовиште из Мексика), за VHS издања.
Студио Лаудворкс је 2011. године синхронизовао серију Шеги и Скуби Ду лудују за ТВ Ултра са новом поставом. Следеће године, исти студио је синхронизовао серију Скуби-Ду! Друштво за демистеризацију. У односу на прву серију коју су обрадили, једино је Фредов глас промењен.